# Stăpânul Inelelor: Cele două turnuri (film)
Stăpânul Inelelor: Cele două turnuri este un film epic, fantastic din 2002 regizat de Peter Jackson în baza celui de-al doilea volum al romanului lui J.R.R. Tolkien Stăpânul Inelelor. Acesta este al doilea film din trilogia Stăpânul Inelelor, fiind precedat de Stăpânul Inelelor: Frăția Inelului (2001) și urmat de Stăpânul Inelelor: Întoarcerea Regelui (2003).

## Povestea
Eu am acest film și are 3 ore și 55 de minute. De ce mințiți ?